# AORUS
AORUS（英語發音：/'aʊ -rʌs/）是一間以電腦遊戲玩家為主要客群的電腦生產商，主要出產遊戲筆記型電腦、遊戲主機板、遊戲顯示卡、遊戲鍵盤及其他遊戲周邊配備。AORUS是技嘉科技旗下的子公司，於2014年創立，聯合總部位於台北。

## 概要

### 名稱由來
「AORUS」這個品牌名稱由埃及神祇荷魯斯（戰爭與狩獵之神）的名字衍生而成。荷魯斯通常被勾勒為獵鷹的形象，因此獵鷹的頭形被用作AORUS品牌的商標。根據員工表述，荷魯斯（Horus）的第一個字母被替換為「A」，是為了代表這個品牌同時也是一個團隊「A team」。

## 产品

### 笔记本电脑
- X3 Plus
- X5[1]
  - X5贏得澳大利亞PC Power Play雜誌的「Power Play」獎項。[2]
- X7 Pro-SYNC[3]

### 鍵盤
- Thunder K3
- Thunder K7
  - Thunder K7在全球贏得了多項獎項，包含2015年的紅點設計大獎。[4]

### 滑鼠
- Thunder M7[5]
  - Thunder M7在全球贏得了多項獎項，包含2015年的紅點設計大獎。[6]

### 配件
AORUS也設計、生產並行銷多款遊戲配件，例如背包與滑鼠墊。

## 外部連結
- 官方網站（页面存档备份，存于）